# John Sainsbury
John Davan Sainsbury, baron Sainsbury de Preston Candover (né le 2 novembre 1927 et mort le 14 janvier 2022) est le président de Sainsbury's, un homme d'affaires britannique et un homme politique ; il a siégé à la Chambre des lords comme membre du Parti conservateur.

## Vie privée

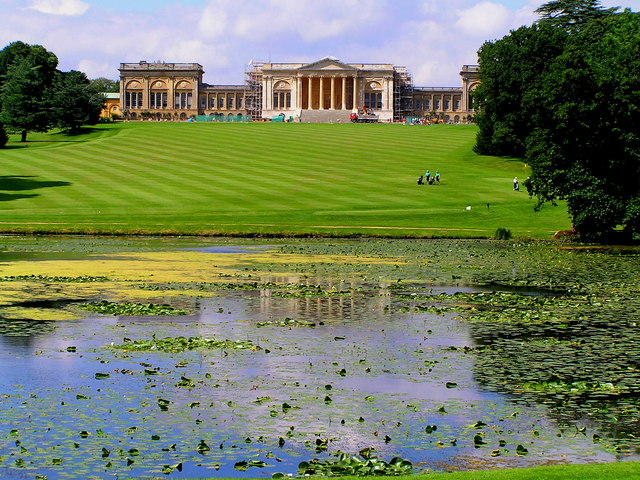
École de Stowe

Il est le fils d'Alan Sainsbury, baron Sainsbury et le neveu de Robert Sainsbury. Ses frères cadets sont Simon et Timothy, ancien ministre conservateur du commerce, et David Sainsbury, ancien ministre du Travail des Sciences, est un cousin. Ses arrière-grands-parents, John James Sainsbury et Mary Ann Staples, fondent une épicerie au 173 Drury Lane en 1869, qui devient la chaîne de supermarchés britannique Sainsbury's. Il est parfois appelé "Mr JD" Sainsbury (comme il était connu comme lorsqu'il travaillait pour Sainsbury's).
Lord Sainsbury est préfet en chef de l'école Sandroyd avant de se rendre à l'école Stowe et au Worcester College d'Oxford, où il étudie l'histoire.
Il est marié à l'ancienne ballerine Anya Linden. Ils ont trois enfants: Sarah Butler-Sloss (née en 1964), John Julian (né en 1966) et Mark (né en 1969).
Lorsqu'il achète son manoir du XVIIIe siècle à Preston Candover dans le Hampshire, à l'ancien propriétaire Peter Cadbury, il replante des arbres que Peter Cadbury avait abattus pour agrandir la maison.
Il est fait chevalier en 1980 pour des services à l'industrie de vente au détail de nourriture, et est créé pair à vie le 31 janvier 1989 avec le titre baron Sainsbury de Preston Candover, de Preston Candover dans le comté de Hampshire. Il est fait chevalier de la jarretière en 1992.

## Carrière dans les affaires
Lord Sainsbury rejoint Sainsbury's en 1950 (l'année de l'ouverture du premier magasin libre-service à Croydon), travaillant dans le département de l'épicerie. L'année suivante, il devient acheteur . Plus tard, il est responsable de nombreux autres aspects de l'entreprise, notamment l'achat de bacon en 1956. Il devient administrateur de la société, alors connue sous le nom de J. Sainsbury Ltd., en 1958, devenant vice-président en 1967 après le départ à la retraite de son père Alan Sainsbury.
Lord Sainsbury succède à son oncle Robert Sainsbury comme président et chef de la direction en 1969. À l'époque, bien que Sainsbury's ait toujours été le plus grand détaillant d'épicerie britannique en part de marché depuis 1922, les bénéfices de Tesco étaient le double de ceux de Sainsbury's et ceux de Marks & Spencer étaient neuf fois ceux de Sainsbury's.
Il introduit la société à la Bourse de Londres le 12 juillet 1973, qui est à l'époque la plus grande introduction en bourse jamais réalisée. Surnommée «La vente du siècle» par la presse, sa famille en garde alors le contrôle avec une participation de 85%. Alors que son cousin, David Sainsbury, hérite de la totalité des 18% des parts de son père Robert Sainsbury, Lord Sainsbury doit partager la participation de 18% de son père Alan Sainsbury avec ses jeunes frères, Simon Sainsbury et Sir Timothy Sainsbury, et donc ils détenaient 6% chacun. On pense que Robert Sainsbury donne à David Sainsbury l'intégralité de ses actions (plutôt que de le diviser entre David et ses trois filles) afin que David ait plus de pouvoir, considérant que JD a un style de leadership puissant et autocratique, alors que David a toujours été plus prudent (et semblait toujours moins intéressé par l'entreprise familiale que JD).
Au cours de ses 23 années en tant que président, Sainsbury's remplace ses 82 magasins de service au comptoir par des supermarchés modernes, et le nombre d'épiceries britanniques est passé de 244 magasins (dont 162 magasins en libre-service) à 313 supermarchés, tandis que la taille moyenne des nouveaux supermarchés augmente. La gamme de produits passe de 4 000 (dont 1 500 produits à marque propre) à 16 000 (dont 8 000 produits à marque propre). 
Il fait entrer Sainsbury's aux États-Unis en achetant Shaw's, une chaîne de supermarchés américaine, et lance les entreprises Homebase et Savacentre. Shaw's et Homebase ont depuis été vendus, tandis que Savacentre est renommé sous la marque principale Sainsbury's.
Entre 1973 et 1992, la capitalisation boursière de la société passe de 117 millions de livres sterling à 8,115 milliards de livres sterling en raison d'une augmentation du cours de l'action de 9 pence à 464 pence (le 15 mai 1992). Entre 1969 et 1992, les ventes passent de 166 millions de livres à 9,202 milliards de livres et le bénéfice avant impôts passe de 4,3 à 628 millions de livres. La société affiche les ventes au pied carré les plus élevées de l'industrie de la vente au détail de produits alimentaires et la part de marché des supermarchés au Royaume-Uni passe de 2,5% à 10,4%. Sainsbury's dépasse Tesco et Marks & Spencer (ce dernier peu avant sa retraite le jour de son 65e anniversaire le 2 novembre 1992) pour devenir la plus grande et la plus prospère chaîne de supermarchés du Royaume-Uni.  Après sa retraite, son cousin et militant travailliste David Sainsbury (maintenant Lord Sainsbury de Turville) devient président. Tesco dépasse Sainsbury's pour devenir la plus grande chaîne de supermarchés du Royaume-Uni en 1995, et David Sainsbury démissionne de son poste de président en 1998 pour poursuivre son ambition de longue date de faire carrière en politique.
Bien que Lord Sainsbury ait pris sa retraite, il est président à vie du détaillant et continue de s'intéresser activement à l'entreprise, visitant les magasins avec l'actuel directeur général Mike Coupe et est le membre de la famille qui participe toujours aux assemblées générales annuelles de J Sainsbury plc. Il est également coprésident de l'Association des vétérans de Sainsbury avec l'ancien PDG de Sainsbury, Dino Adriano.
Il est également le membre de la famille avec une participation importante qui est le plus réticent à vendre sa participation. Lors de la baisse de la participation familiale entre 2005 et 2008 de 35% à 15%, c'est Lord Sainsbury qui est le dernier grand actionnaire familial à réduire sa participation, dans son cas de 4% à 3,89%, les 0,11% vendus ayant appartenait à une fiducie à but non lucratif détenue par lui.
Lors des offres publiques d'achat de Sainsbury's en 2007, Lord Sainsbury utilise NM Rothschild & Sons comme conseiller financier et est considéré comme le principal actionnaire familial le plus réticent à vendre sa participation. En effet, lors de l'OPA du premier semestre 2007, il aurait refusé de vendre sa participation d'un peu moins de 3% à n'importe quel prix.
En août 2009, Lord Sainsbury continue de contrôler un peu moins de 3% de la société et bénéficie de 1,6% des capitaux propres inclus dans ce qui précède. Si David Sainsbury contrôle la plus grande participation familiale avec 5,85% et Lord Sainsbury contrôle un peu moins de 3%, la participation bénéficiaire de David Sainsbury n'est que de 0,57%, contre 1,6% pour JD Sainsbury. La famille Sainsbury dans son ensemble contrôle environ 15% de Sainsbury's. Dans le Sunday Times Rich List 2013, sa fortune familiale est estimée à 1,97 £ milliard.
Il est un ancien membre du comité directeur du groupe Bilderberg .

## Œuvres caritatives
En 1985, lui et ses deux frères fournissent des fonds pour construire une nouvelle aile de la National Gallery de Londres pour un coût d'environ 50 £. millions, qui ouvre en 1991 sous le nom de Sainsbury Wing .
Avec sa femme, il dirige également le Linbury Trust, qui offre des subventions à divers projets dans les domaines des arts, de l'éducation, de l'environnement et du patrimoine, de la médecine, de la protection sociale et des pays en développement. L'un des projets les plus notables financés par le Linbury Trust est le réaménagement dans les années 1990 du Royal Opera House de Londres, de renommée mondiale. Le Linbury Studio Theatre dans le bâtiment est nommé en reconnaissance de la contribution substantielle apportée par la fiducie.
En 1987, Lady Sainsbury  fonde le prix biennal Linbury pour la scénographie, qui identifie et encourage les nouveaux arrivants talentueux dans le domaine de la conception théâtrale; le prix continue d'être financé uniquement par le Linbury Trust.
En 1993, il s'associe à Lord Rothschild pour créer la Fondation Butrint pour enregistrer et conserver le site archéologique de Butrint en Albanie.
En septembre 2010, il fait don de 25 millions de livres au British Museum, que la BBC signale comme le plus grand cadeau aux arts depuis deux décennies.